# Norman Glacier (glaciär i Antarktis)
Norman Glacier är en glaciär i Antarktis. Den ligger i Västantarktis. Argentina, Chile och Storbritannien gör anspråk på området. Norman Glacier ligger 256 meter över havet.
Terrängen runt Norman Glacier är kuperad åt nordost, men åt sydväst är den platt. Terrängen runt Norman Glacier sluttar brant västerut. Trakten är obefolkad. Det finns inga samhällen i närheten.